# تورنی، فریبورگ
تورنی (به فرانسوی: Torny) یک شهر و شهرداری است که در بخش گلن کانتون فریبورگ در کشور سوئیس واقع شده است. این شهر در ۱ ژانویه ۲۰۰۴ بر اثر ادغام دو روستا و آبادی مسکونی کوچک، به فرمان دولت کانتون فریبورگ ایجاد شد. جمعیت تورنی در پایان سال ۲۰۱۸ بالغ بر ۹۶۳ نفر بوده است.